# Elemental (film)
Elemental is een Amerikaanse computergeanimeerde film uit 2023, geregisseerd door Peter Sohn en geproduceerd door Pixar Animation Studios en Walt Disney Pictures.

## Verhaal
Het verhaal speelt zich af in een wereld die wordt bewoond door antropomorfe elementen van de natuur en volgt het vuurelement Ember Lumen en het waterelement Wade Ripple, die elkaar ontmoeten en verliefd worden. Hoewel ze elkaar niet kunnen aanraken, ontdekken Ember en Wade hoeveel ze eigenlijk gemeen hebben.

## Stemverdeling
| Personage                                       | Engelse stem         | Nederlandse stem      | Vlaamse stem       |
| ----------------------------------------------- | -------------------- | --------------------- | ------------------ |
| Ember Lumen                                     | Leah Lewis           | Nienke van Dijk       | Ivana Noa          |
| Wade Ripple                                     | Mamoudou Athie       | Boyan van der Heijden | Noa Tambwe Kabati  |
| Bernie Lumen                                    | Ronnie del Carmen    | Sabri Saad El Hamus   | William Boeva      |
| Cinder Lumen                                    | Shila Ommi           | Nurlaila Karim        | Camilia Blereau    |
| Gale                                            | Wendi McLendon-Covey | Carly Wijs            | Isabelle Van Hecke |
| Brook Ripple                                    | Catherine O'Hara     | Melise de Winter      | Wanda Joosten      |
| Clod (Klomp)                                    | Mason Wertheimer     | Siyabonga Tromp       | Enno Bové          |
| Harold                                          | Ronobir Lahiri       | Has Drijver           |                    |
| Flarrietta                                      | Wilma Bonet          | Denise Aznam          | Maja Van Honsté    |
| Fern Grouchwood (Fred Brombos)                  | Joe Pera             | London Loy            | Dieter Troubleyn   |
| Alan Ripple                                     | Matthew Yang King    | Jim Bakkum            |                    |
| Lutz                                            | Matthew Yang King    | Michael Schnörr       |                    |
| Earth Pruner (Meneer Appelboom)                 | Matthew Yang King    | London Loy            |                    |
| Little Kid Ember (Ember als kleuter)            | Clara Lin Ding       | Posy Bakkum           |                    |
| Big Kid Ember (Ember als meisje)                | Reagon To            | Posy Bakkum           |                    |
| Sparkler Customer (Klant met sterretjes)        | Jeff LaPensee        | Sinan Eroglu          |                    |
| Wood Immigration Official (Immagratie-official) | Ben Morris           | Kiefer Zwart          |                    |
| Flarry                                          | Jonathan Adams       | Ara Halici            |                    |
| Customer (Vuurvrouw)                            | Alex Kapp            | Samya Hafsaoui        |                    |
| Delivery Person (Bezorger)                      | Alex Kapp            | Joanne Telesford      |                    |
| Earth Landlord (Verhuurder)                     | Alex Kapp            | Kiefer Zwart          |                    |
| Doorman (Portier)                               | P.L. Brown           | Simon Zwiers          |                    |
| Marco and Polo Ripple                           | Innocent Ekakitie    |                       |                    |
| Eddy Ripple                                     | Krysta Gonzales      |                       | Aagje Dom          |
| Lake Ripple                                     | Ava Hauser           |                       | Maja Van Honsté    |

## Release en ontvangst
Elemental ging op 27 mei 2023 in première als slotfilm op het Filmfestival van Cannes buiten competitie. De film kreeg overwegend positieve kritieken van de filmcritici, met een score van 76% op Rotten Tomatoes, gebaseerd op 195 beoordelingen.

## Prijzen en nominaties
De belangrijkste:
| Jaar | Prijs                       | Categorie             | Genomineerde(n)       | Uitslag     |
| ---- | --------------------------- | --------------------- | --------------------- | ----------- |
| 2024 | British Academy Film Awards | Beste animatiefilm    | Beste animatiefilm    | Genomineerd |
| 2024 | Golden Globes               | Beste film – animatie | Beste film – animatie | Genomineerd |